# Elvíra Menéndez (1022)
Elvíra Menéndez (portugalsky a galicijsky: Elvira Mendes; asi 996 – 2. prosince 1022) byla leónská královna sňatkem s králem Alfonsem V. Leónským.

## Život
Jako dcera Menenda Gonzáleze, hraběte z Portucale a jeho manželky Tody Moniz (také známé jako Tutadomna, Tota) byla členkou portugalské a galicijské vyšší šlechty.
Stala se leónskou královnou jako manželka krále Alfonse V. Leónského, se kterým byla vychována jako dítě. Její otec, Menendo, byl členem curia regis krále Bermuda II. Leónského a vychovatelem a spoluregentem, společně s královnou Elvírou Garcíou, matkou infanta Alfonsa, který později vládl jako Alfons V. Leónský.
Královna Elvíra zemřela 2. prosince 1022 a byla pohřbena v královském panteonu baziliky San Isidoro v Leónu.

## Děti
Elvíra měla s Alfonsem V., kterého si vzala v roce 1013, dvě děti:
- Bermudo III. Leónský; zabit v roce 1037 v bitvě u Tamarónu hrabětem Ferdinandem, manželem jeho sestry Sanchy[3]
- Sancha Leónská; leónská královna a manželka Ferdinanda I. Kastilského[3]